# 1954 en dadaïsme et surréalisme
Pour l'année, voir 1954.
 Chronologie de dada et du surréalisme 
- 1950
- 1951
- 1952
- 1953
- 1954
- 1955
- 1956
- 1957
- 1958

Cet article présente les faits marquants de l'année 1954 en dadaïsme et surréalisme.

## Éphémérides

### Janvier
- 22 janvier
André Breton, Adieu ne plaise, chez Pierre André Benoit à Alès (Gard)[1].

### Avril
- 1er avril
André Breton visite l'exposition L'Art norvégien. Mille ans de tradition viking[2].

- En Belgique, publication du premier numéro de la revue Les Lèvres nues dirigée par Paul Nougé[3]

### Mai
- Le peintre suédois Max Walter Svanberg illustre entièrement le troisième numéro de la revue Médium[4].

### Août
- 11 août
Publication dans la revue Arts d'un article d'André Breton, Triomphe de l'art gaulois[5].

### Novembre
- Rencontre André Breton / Judith Reigl présentée par Simon Hantaï. À cette occasion Reigl donne à Breton, son tableau Ils ont soif insatiable de l'infini. Breton : « Cette œuvre, du premier instant que je l'ai vue, j'ai su qu'elle participerait au grand sacré et son entrée chez moi me fait l'effet d'un Signe solennel. »[6]

### Décembre
- Farouche à quatre feuilles, recueil collectif composé de quatre textes et quatre dessins d'André Breton : Alouette du parloir, Lise Deharme : Le Vrai jour, Julien Gracq : Les Yeux bien ouverts & Jean Tardieu : Madrépore ou l'architecte imaginaire, éditions Grasset[7].

### Cette année-là
- Max Ernst reçoit le Grand prix de peinture de la Biennale de Venise[8]. Déclaration collective qui condamne cette concession aux honneurs[4].

- Le poète et auteur dramatique croate Radovan Ivšić arrive à Paris et s'intègre au groupe surréaliste[9].

- Yves Tanguy n'est pas retenu pour la Biennale de Venise dont le thème est l'« Art fantastique »[10].

- En Belgique, parution du premier numéro de la revue Les Lèvres nues dirigée par Marcel Mariën[11].

### Œuvres
- Jean Arp
  - Fleur de rêve au museau, sculpture[12]
- Bona
  - La Leçon, huile sur toile[13].
- Pierre Boulez
  - Le Marteau sans maître d'après l'œuvre de René Char[réf. nécessaire]
- Victor Brauner
  - Femme se dépliant, peinture à la cire sur carton[14].
- André Breton
  - À Dieu ne plaise, les exemplaires de tête contiennent une photographie déchirée par Jean Arp[15], achevé d'imprimé le 22 janvier[16]
  - Situation de Melmoth, introduction à la réédition du roman gothique de Charles Robert Maturin, Melmoth ou l'Homme errant[17]
- André Breton, Lise Deharme, Julien Gracq & Jean Tardieu
  - Farouche à quatre feuilles, éditions Grasset, achevé d'imprimé le 20 décembre[18]
- Salvador Dalí
  - Jeune vierge autosodomisée par sa propre chasteté, huile sur toile[19]
- Jean Degottex
  - Le Sang du cormoran, huile sur toile[20]
- Marcel Duchamp
  - Coin de chasteté, objet[21]
- Wifredo Lam
  - La Parade antillaise, huile sur toile[22]
- René Magritte
  - L'Empire des lumières, huile sur toile[23]
- Marcel Mariën
  - Le Droit de réponse, collage de photographies et de réclames de magazines[24]
- Roberto Matta
  - Le Prophéteur, huile sur toile[25]
- Wolfgang Paalen
  - Vous ici ?, huile sur toile[26].
- Judith Reigl
  - Broyage du vide, huile sur toile[27]
- Yves Tanguy
  - Multiplication des arcs, huile sur toile[28]
  - Où es-tu ?, huile sur toile[29]
- Kay Sage
  - No passing, huile sur toile[30]
- Dorothea Tanning
  - Halloween en noir, huile et gouache sur carton[31]
  - Portrait of a family, huile sur toile[32]
- Isabelle Waldberg
  - Le Sextant, sculpture : fer et bois[33]